# Bisdom Crema
Het bisdom Crema (Latijn: Dioecesis Cremensis; Italiaans: Diocesi di Crema) is een in Italië gelegen rooms-katholiek bisdom met zetel in de stad Crema in de provincie Cremona. Het bisdom behoort tot de kerkprovincie Milaan, en is, samen met de bisdommen Bergamo, Brescia, Como,  Cremona, Lodi, Mantua, Pavia en Vigevano, suffragaan aan het aartsbisdom Milaan.

## Geschiedenis
Het bisdom Crema werd op 11 april 1580 opgericht door paus Gregorius XIII met de pauselijke bul Super universas. Het bisdom werd suffragaan aan het aartsbisdom Milaan. Op 10 december 1582 werd het suffragaan aan het aartsbisdom Bologna.
Paus Gregorius XVI wees het bisdom op 5 februari 1835 met de bul Romani Pontificis weer toe aan Milaan.

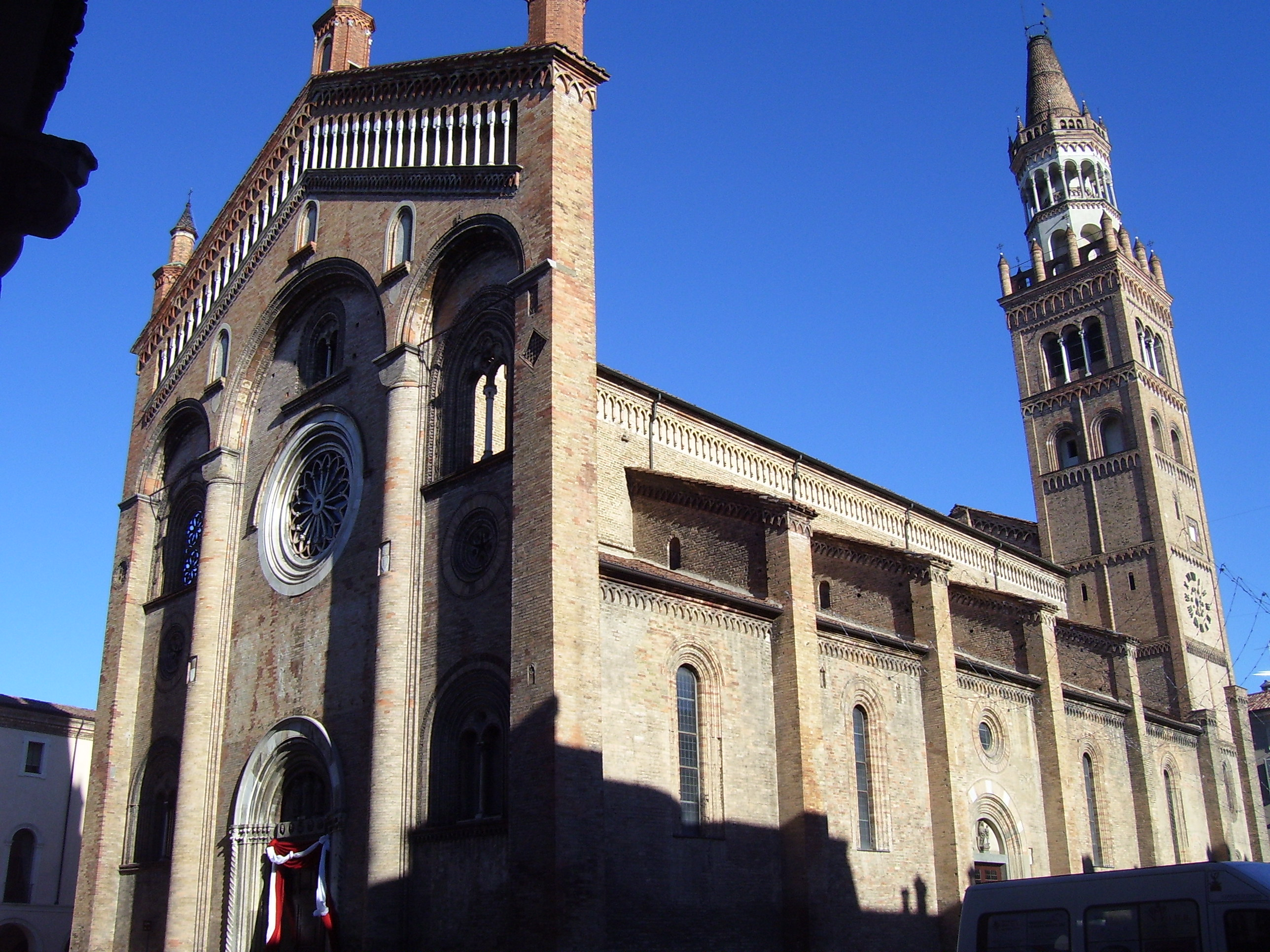
Kathedraal van Crema
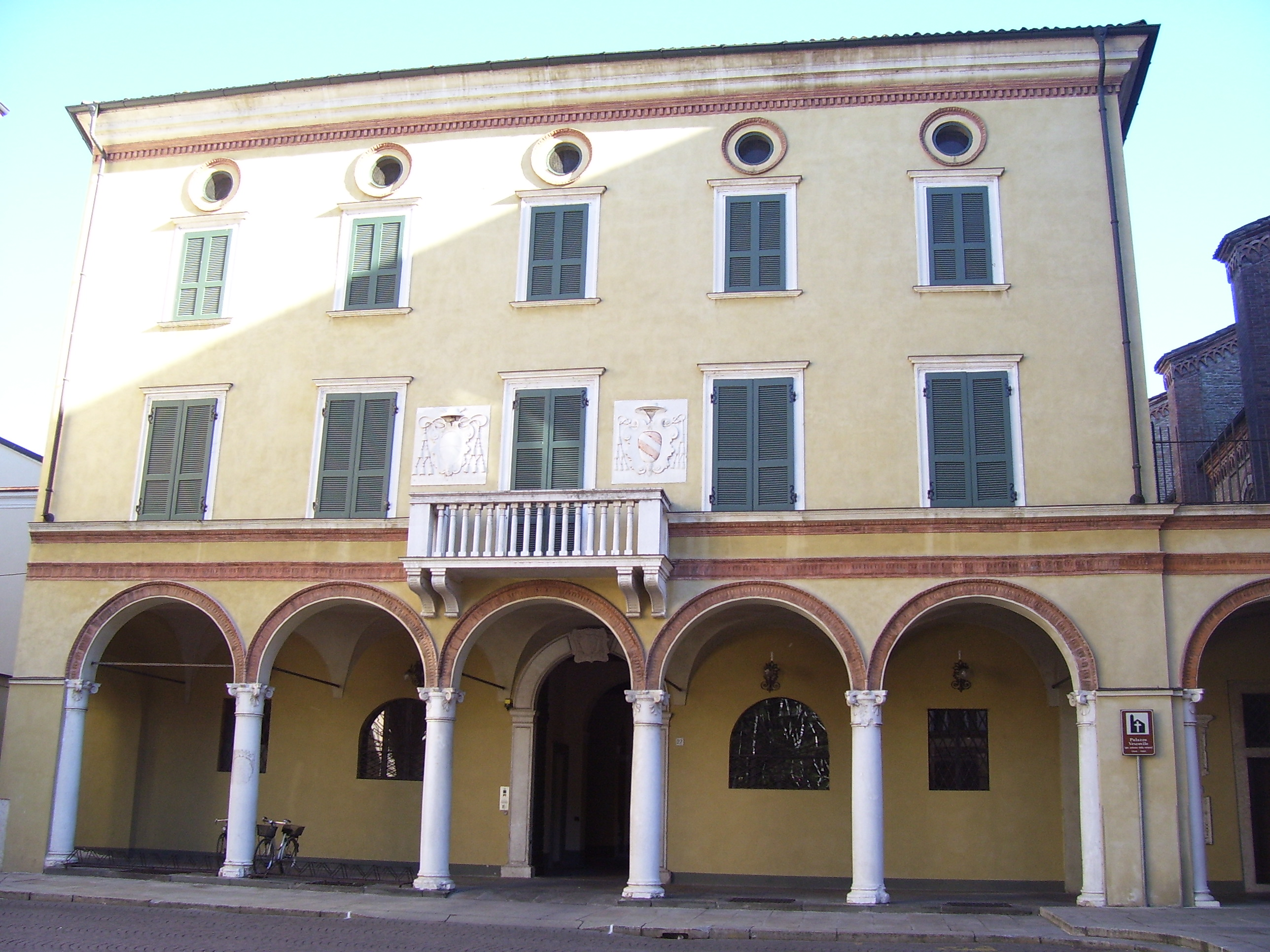
Bisschoppelijk paleis
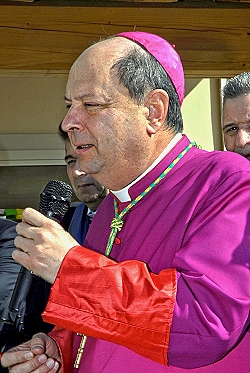
Bisschop Oscar Cantoni